# Їеляхтме (волость)
Йиеляхтме (ест. Jõelähtme vald) — волость в Естонії, у складі повіту Гар'юмаа. Волосна адміністрація розташована в селі Йиеляхтме.

## Розташування
Площа волості — 210,86 км², чисельність населення станом на 1 січня 2014 року становить 6128 осіб.
Адміністративний центр волості — село (ест. küla) Йиеляхтме. Крім того, на території волості знаходяться ще 2 селища (Костівере, Лоо) і 33 села:  Аруару, Ванд'яла, Виердла, Іхасалу, Іру, Йиесуу, Кабернееме, Каллавере, Койла, Койпсі, Коогі, Костіранна, Кулламяе, Лійвамяе, Лоо, Маарду, Манніва, Нееме, Нехату, Парасмяе, Рамму, Ребала, Рохусі, Руу, Саха, Самбу, Савіранна, Уускюла, Хаапсе, Хал'ява, Юлгасе, Ягала, Ягала-Йоа.

## Галерея

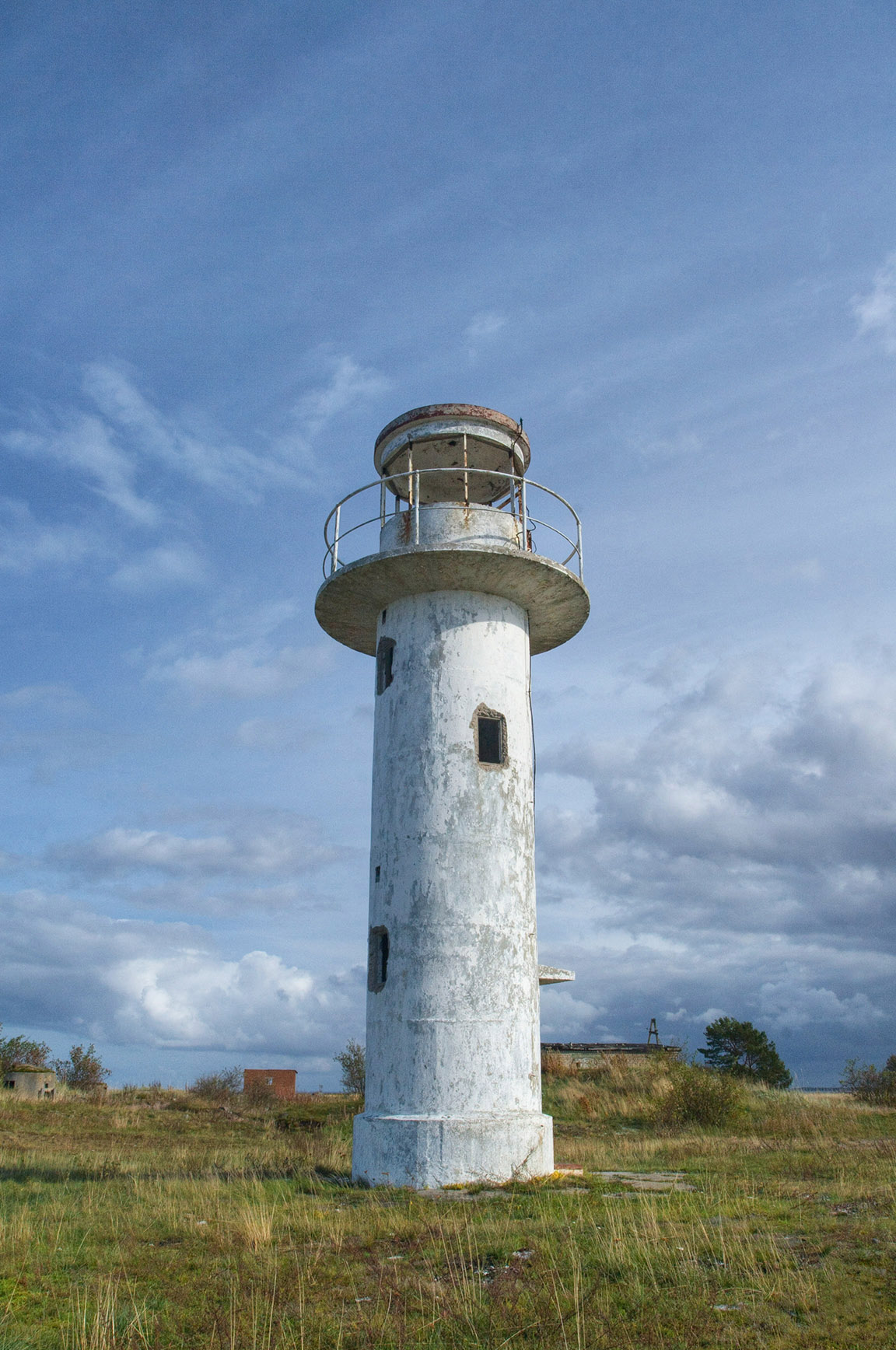
Покинутий маяк
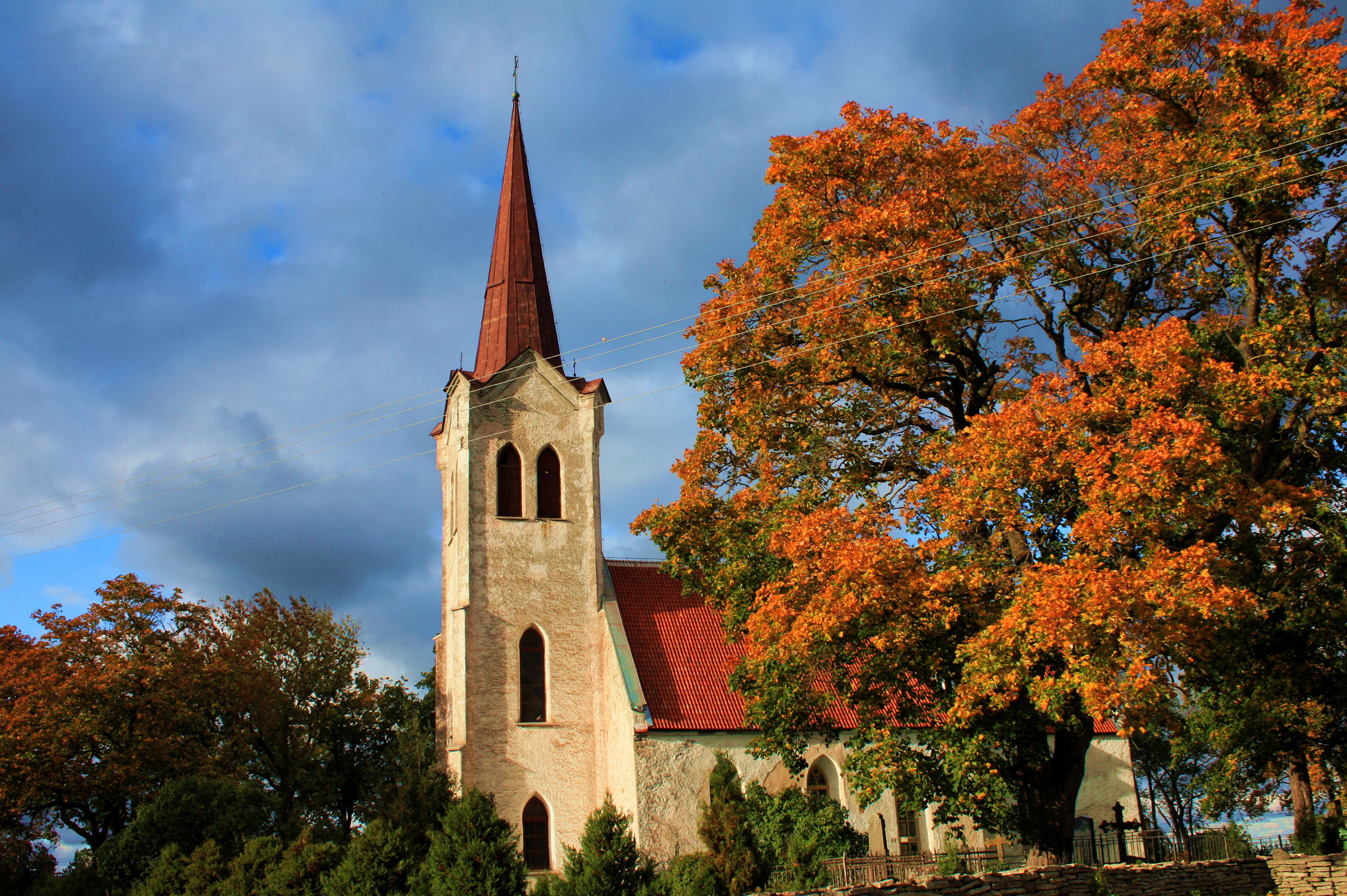
Церква в Йиеляхтме
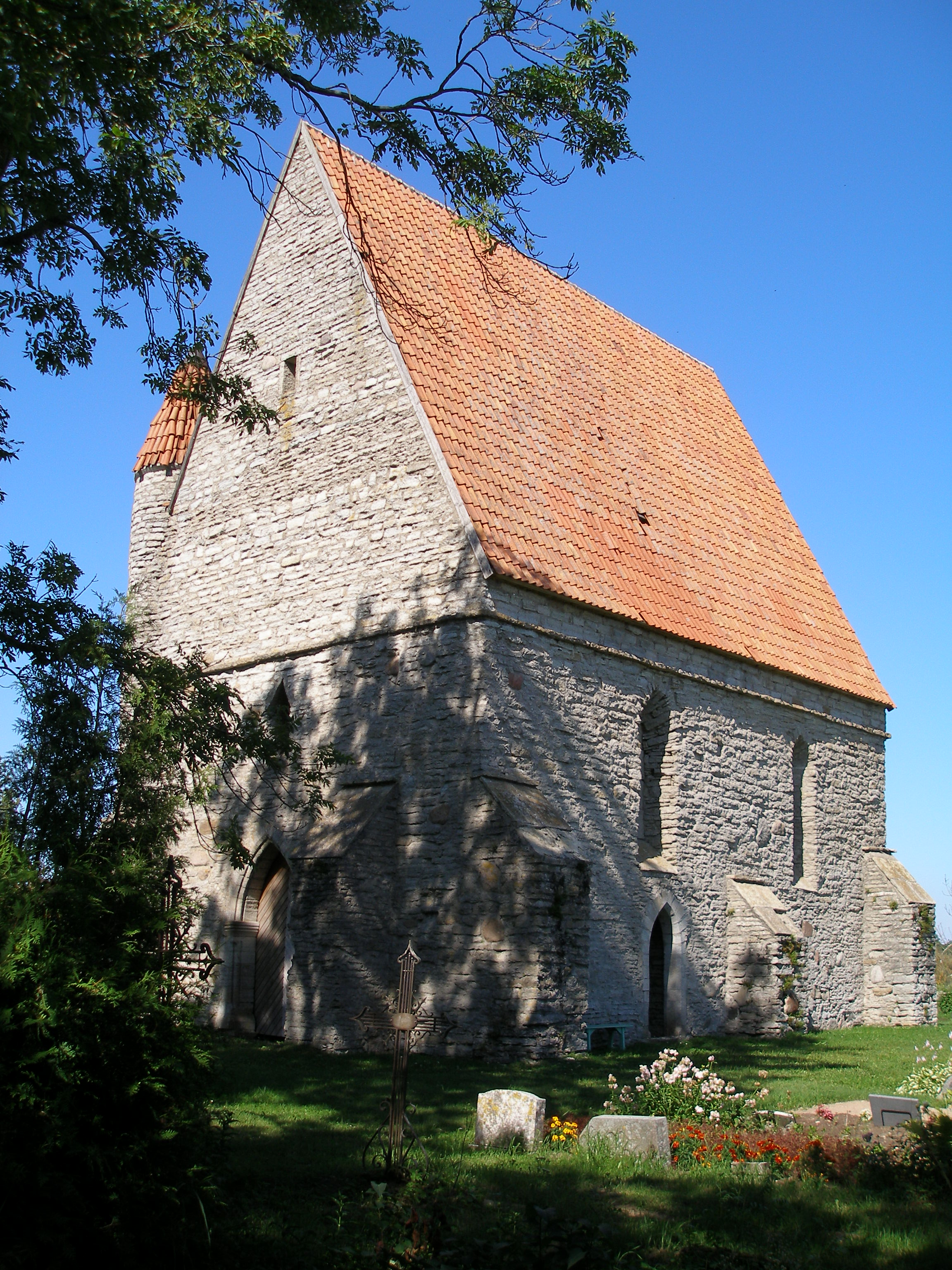
Каплиця в селі Саха